# Проєхидна
Проєхидна (Zaglossus) — рід ссавців родини єхиднових, що мешкає на острові Нова Гвінея. В цілому проєхидни проживають у вологих гірських лісах і можуть траплятись на альпійських луках на висоті 4000 метрів. Етимологія: дав.-гр. ζα- — інтенсивний префікс, γλῶσσα — «язик», як натяк на довгий, тонкий розтягуваний язик.

## Морфологія
Морфометрія. Довжина голови й тіла: 450—775 мм, зовнішній хвіст ледь вгадується, вага: 5—10 кг, окремі екземпляри до 16 кг.
Опис. Волосся коричнювате чи чорне, але приховане на спині голками, низ тіла зазвичай без голок. Голки можуть мати колір від білого й світло-сірого до чорного. Голова має блідіше забарвлення ніж тулуб. Писок довжиною 2/3 довжини голови і викривлений вниз. Три середні пальці кожної з чотирьох кінцівок, зазвичай мають кігті, а пальці 1 і 5 вкриті мозолями. На передніх лапах, пальці 1 і 5 є лише випуклостями в зовнішньому аспекті, але на задніх лапах ці пальці помітні. Zaglossus більший від Tachyglossus, має голки коротші, менш численні, тупіші і з меншими центральними порожнинами, язик довший. Як і в Tachyglossus в Zaglossus молочні залози відкриваються в черевну кишеню самиці. Ця кишеня не те ж саме, що сумка в сумчастих, ця структура виникає тільки тимчасово під час розмноження.

## Поведінка
Веде нічний спосіб життя. Температура тіла близько 30 градусів. Раціон відрізняється від раціону роду Tachyglossus (єхидна) і хробаки займають більшу частку в ньому. Один екземпляр жив у зоопарку 30 років і 8 місяців.

## Види
- Zaglossus bartoni
- Zaglossus bruijni
- Zaglossus attenboroughi
- † Zaglossus hacketti
- † Zaglossus robustus
- † Zaglossus ramsayi